# Partido Unionista (Guatemala)
El Partido Unionista (PU) es un partido político guatemalteco de derecha conservadora. Su principal figura, durante muchos años, fue el expresidente y cinco veces alcalde de la Ciudad de Guatemala, Álvaro Arzú Irigoyen.
El partido se originó en el seno del Partido de Avanzada Nacional, por pugnas entre dos facciones que se disputaban la dirigencia del mismo. El pleito finalizó con la escisión de un importante número de miembros del PAN hacia un comité pro formación de una nueva agrupación política, que vendría dando origen al PU.  Constituyéndose en la agrupación política más fuerte del distrito electoral más grande del país, logrando reelegirse 6 veces en la Alcaldía de la Ciudad de Guatemala.

## Historia
Después de haber llevado al empresario Álvaro Arzú Irigoyen a la Presidencia en 1999, el Partido de Avanzada Nacional (PAN), uno de los más antiguos y fuertes partidos políticos de Guatemala, enfrentó severas crisis internas. Un grupo de panistas afines a Leonel López Rodas, secretario general del partido en 2001, pretendían permanecer al frente de la organización. Otro grupo, liderado por Arzú, quien fuera el promotor y fundador del PAN, buscaba retomar el poder.
Un día antes de la asamblea general de ese año, los arzuístas renunciaron al PAN, después de varias inconformidades con el grupo opositor. Poco tiempo después se iniciaron los trámites para la conformación del grupo pro formación del partido Unionista, presentado como el resurgimiento del homónimo Partido Unionista, movimiento liberal surgido en la década de 1920.

### Elecciones generales de 2023
A principios de 2022, se anunció una coalición electoral entre el Partido Unionista y Valor para participar en las elecciones generales de 2023. El 11 de diciembre de 2022, la coalición Valor–Unionista anunció a Zury Ríos como su precandidata presidencial y Héctor Cifuentes como su candidato vicepresidencial. El 27 de enero de 2023 el Tribunal Supremo Electoral de Guatemala aceptó su candidatura. El candidato presidencial Edmond Mulet, por medio de su partido Cabal presentó una impugnación contra su inscripción, pero fue rechazada por los magistrados del tribunal electoral, posteriormente presentó apelaciones ante la Corte Suprema de Justicia y la Corte de Constitucionalidad, pero fueron rechazadas dejando en firme su inscripción permitiéndole participar en las elecciones que se llevarán a cabo en junio.
Previo a la campaña electoral de 2023, la coalición experimentó un aumento en la intención de voto y se perfila como una de las fuerzas políticas más grandes del país.

## Secretarios Generales
- Gustavo Porras Castejón
- Fritz García-Gallont
- Álvaro Arzú Irigoyen
- Héctor Cifuentes
- Álvaro Arzú Escobar
- Sebastián Siero Asturias

## Ideología
El reducido apoyo popular del partido no le ha permitido alcanzar un número significativo de puestos públicos, evitando que consolide una ideología definida. Sin embargo, por los orígenes de sus dirigentes en otros movimientos políticos se puede catalogar como un partido de derecha en el espectro político clásico. Es un movimiento notablemente nacionalista, conservador en el ámbito social pero a la vez promotor de la economía de libre mercado.
Su símbolo es un Sol que ha enfrentado varios cambios a lo largo de su historia y que en su última renovación al mando de su Secretario General Álvaro Arzú Escobar se transformó en un amarillo, vibrante, con potencia, como indicador del futuro promisorio para Guatemala que está sobre un fondo azul que representa estabilidad, integridad y trabajo.

## Imagen
A lo largo de los años el partido ha ido cambiando su imagen institucional:

Logotipo clásico usado entre 2002 hasta 2010
Logotipo usado por el Partido Unionista desde 2010 hasta 2016
Logotipo utilizado por el Partido Unionista desde 2016.

## Resultados electorales

### Presidenciales
| Año electoral | Candidato presidente                | Candidato vicepresidente      | 1.ª vuelta     | 1.ª vuelta  | 2.ª vuelta     | 2.ª vuelta |
| Año electoral | Candidato presidente                | Candidato vicepresidente      | Total de votos | Porcentaje  | Total de votos | Porcentaje |
| ------------- | ----------------------------------- | ----------------------------- | -------------- | ----------- | -------------- | ---------- |
| 2003          | Fritz García-Gallont                | Héctor Cifuentes              | 80.987         | 3,0% (5°)   |                |            |
| 2007          | Fritz García-Gallont                | Enrique Godoy García-Granados | 95.280         | 2,91% (8°)  |                |            |
| 2011          | Patricia de Arzú                    | Hugo Rodas Martini            | 97.381         | 2,18% (8°)  |                |            |
| 2015          | Roberto González Díaz-Durán         | Rodolfo Neutze                | 168.715        | 3.46% (8°)  |                |            |
| 2019          | Pablo Manuel Duarte Saénz de Tejada | Roberto Villeda Arguedas      | 28.632         | 1.36% (14º) |                |            |
| 2023          | Zury Ríos                           | Héctor Cifuentes              | 366.574        | 8.70% (6°)  |                |            |

### Legislativos
Estos son los resultados que obtuvo en las participaciones que tuvo a partir de 2003:
| Año electoral | Distritales    | Distritales | Distritales | Distritales | Listado Nacional | Listado Nacional | Listado Nacional | Listado Nacional | Total |
| Año electoral | Total de votos | Porcentaje  | Escaños     | +/-         | Total de votos   | Porcentaje       | Escaños          | +/-              | Total |
| ------------- | -------------- | ----------- | ----------- | ----------- | ---------------- | ---------------- | ---------------- | ---------------- | ----- |
| 2003          | 163.637        | 6,31%       | 5/127       | 5           | 157.893          | 6,19%            | 2/31             | 2                | 7/158 |
| 2007          | 210.750        | 6,68%       | 5/127       | =           | 192.295          | 6,10%            | 2/31             | =                | 7/158 |
| 2011          | 137.993        | 3,16%       | 1/127       | 4           | 117.486          | 2,69%            | 0/31             | 2                | 1/158 |
| 2015          | 305.579        | 6,51%       | 3/127       | 2           | 261.040          | 5,63%            | 2/31             | 2                | 5/158 |
| 2019          | 109.198        | 2,44%       | 2/128       | 1           | 118.337          | 2,93%            | 1/32             | 1                | 3/160 |
| 2023          |                |             |             |             |                  |                  |                  |                  |       |

### Municipales
| Comicios | Votos   | Porcentaje | Alcaldes                | Alcaldes en coalición     |
| -------- | ------- | ---------- | ----------------------- | ------------------------- |
| 2003     | 306.891 | 2,71%      | 9/331                   | No participó en coalición |
| 2007     | 418.436 | 6,97%      | 24/332                  | No participó en coalición |
| 2011     | 287.157 | 6,17%      | 2/333                   | No participó en coalición |
| 2015     | 558.602 | 11,46%     | No participó individual | 13/338                    |
| 2019     |         |            | 5/340                   | No participó en coalición |
| 2023     |         |            | 2/340                   | 9/340                     |

### Parlamento Centroamericano
| Año electoral | Nacional       | Nacional   | Nacional | Nacional |
| Año electoral | Total de votos | Porcentaje | Escaños  | +/-      |
| ------------- | -------------- | ---------- | -------- | -------- |
| 2003          | 143.530        | 5,91%      | 1/20     | 1        |
| 2011          | 124.506        | 2,98 %     | 0/20     | 1        |
| 2015          | 264.571        | 5,98%      | 1/20     | 1        |
| 2019          | 93.448         | 2,80%      | 0/20     |          |
| 2023          |                |            |          |          |